# Fløjterup (Køge Kommune)
 For alternative betydninger, se Fløjterup. (Se også artikler, som begynder med Fløjterup)
Fløjterup er en landsby på Østsjælland mellem Køge, Haslev og Ringsted. Landsbyen ligger i Køge Kommune og tilhører Region Sjælland. Bebyggelsen ligger på den 13 km lange Slimmingevej og består af 9 huse. Foruden hovedstrøget Slimmingevej findes sidevejene Fløjterupvej (der ender blindt) samt Druestrupvej, der leder til landsbyen Lidemark og videre mod Yderholm. 
Der er ingen jordbrugere i Fløjterup , dog en erhversgartner med potteplanteproduktion (såfremt man fraregner hobbyavl). Uddannelsessøgende er nødt til længere transport for at nå til folkeskoler, gymnasier, universiteter m.m. 
Stedets landlige placering giver optimale betingelser for hold af en mængde husdyr primært indenfor arterne huskatte, landkatte, skovkatte samt hunde og heste.
|  | Denne artikel om lokaliteten Fløjterup (Køge Kommune) kan blive bedre, hvis der indsættes et (bedre) billede. Du kan hjælpe ved at afsøge Wikimedia Commons for et passende billede eller lægge et op på Wikimedia Commons med en af de tilladte licenser og indsætte det i artiklen. |

55°24′21.14″N 12°3′17.63″Ø / 55.4058722°N 12.0548972°Ø